# John Bultinck
Johan (John) Bultinck (Gent, 1 januari 1934 – 28 augustus 2000) was een Belgisch advocaat, kunstkenner en gastronoom.

## Levensloop

### Advocaat
Na de humaniora te hebben doorlopen in het Gentse Sint-Barbaracollege, promoveerde de slagerszoon Bultinck tot doctor in de rechten aan de Rijksuniversiteit Gent.
Hij specialiseerde zich in het strafrecht en werd bekend door zijn pleidooien op assisenzaken (de zaak-Jespers bijvoorbeeld).
Hij was betrokken bij de archiefregeling van uitgeverij Manteau na het vertrek van stichtster Angèle Manteau en bij processen omtrent censuur van literatuur en kunst (o.a. bij het Masscheroen-proces tegen Hugo Claus en de processen in Brussel tegen Herman J. Claeys en in Gent tegen Theater Arena).
Vanaf 1974 verdedigde hij dokter Herman Le Compte in zijn geschillen met de Orde van Geneesheren, zowel voor de Belgische rechtbanken als voor het Europees Hof voor de Rechten van de Mens. Hij bood zich in 1982 spontaan aan om voor de Gentse rechtbank het kunstenaarstrio Kleenex te verdedigen, dat voor pornografie werd vervolgd. Hij was ook de raadgevend advocaat inzake auteursrechten voor de in 1978 opgerichte Vlaamse Onafhankelijke Stripgilde.

### Gastronoom
Daarnaast verwierf hij bekendheid als televisiekok toen hij van 1968 tot 1973 voor de Vlaamse televisie BRT het programma "Kijk en Kook" presenteerde, samen met Paula Semer. Daarin ontving hij bekende personen als gast, voor wie hij een gerecht bereidde en met wie hij ondertussen een gesprek voerde.
Voordien, begin de jaren zestig, had hij al recepten gegeven op de radio in het programma De Proefkeuken. Hij hield ook een culinaire rubriek in het dagblad Vooruit.
Op Oudejaarsavond 1973 maakte hij een gastronomisch menu klaar voor de stakers die de gieterij ACEC in Gent bezet hielden.

### Kunstkenner
Hij stond bekend als kunstkenner. Tijdens zijn studententijd, richtte hij samen met Jo Verbrugghen (1931-2006), Frans Sierens en Ferdinand Handpoorter Cyanuur op, een tijdschrift voor letteren en kunst (1955-1956 en 1962-1967), alsook Het antenneken (1954-1959).
Hij was (mede-)auteur van verschillende monografieën en catalogi, onder andere over de Gentse kunstschilder Camille D'Havé (1971), over Begga D'Haese en Roel D'Haese.
Samen met Rik Lanckrock en plastisch kunstenaar Etienne Hublau richtte hij de vzw Gents Volkstoneel op. Dankzij hun publicaties en hun intellectueel gezag slaagden zij erin dit toneelgenre op te tillen en in intellectuele kringen te introduceren.
Hij was ook de eerste voorzitter van het Internationaal Filmfestival van Vlaanderen in Gent (1979), later omgedoopt tot Film Fest Gent.
Begin 1989 kreeg hij een hersenverlamming, waarvan hij niet meer herstelde.
Hij was getrouwd met Paula Termont (1932-2011).

## Publicaties
- 100 culinaire uitstapjes
- (samen met Pierre Restany en Jo Verbrugghen,) Le nouveau réalisme, Sint-Lievens-Houtem, 1961.
- Liever de eerste in Gentbrugge dan…, in: Cyanuur.
- Roger Wittevrongel, in: Cyanuur, N°14, 1963.
- Besluiten opgesteld door John Bultinck in het censuur-proces tegen Boekhandel Free Press Bookshop Brussel voor de correktionele rechtbank, 20stekamer te Brussel op 22 jan. 1970, wegens de verspreiding van de tijdschriften Gandalf, Vrij Nederland en Suck, en van het boek Homofiele houdingen, Gent, 1970.
- Eugene Dodeigne Piet Van Aken.

## Trivia
- John Bultinck presenteerde het eerste kookprogramma op de Vlaamse televisie.
- In de stripreeks Nero door Marc Sleen, in het album De Sprekende Draak (1983), had John Bultinck een cameo als advocaat. In strook 32 adviseert hij Nero Dracula de Draak terug naar zijn land van herkomst te brengen.